# Expiação
Expiação é uma palavra que vem do Latim: expiatione. A palavra expiação encontra-se poucas vezes na Bíblia, mas o conceito da expiação constitui o assunto principal do Antigo e do Novo Testamento.  Palavras mais conhecidas como reconciliação, propiciatório, sangue, remissão de pecados e perdão estão diretamente relacionadas com esse tema.

## Cristianismo
Expiação quer dizer cobrir, expiar, reconciliar, pacificar. No sentido de cobrir, a expiação significava, no antigo Israel, tomar um cordeiro e sacrificá-lo para cobrir o pecado (cf. Lv 4, 13-21). A expiação em Israel começava pelo sacerdote e sua casa, que oferecia um novilho em sacrifício pelo pecado. Em seguida, eram tomados dois bodes, e um deles seria enviado para o deserto como emissário, no intuito de levar o pecado do povo. O outro bode era sacrificado e seu sangue aspergido no propiciatório, cobrindo o pecado do povo. (cf. Lv 16). Esses acontecimentos ocorriam uma vez por ano, no dia 10 do sétimo mês no calendário israelita que era o grande Dia do Juízo, no qual o sacerdote entrava no Santo dos Santos para a expiação. Até hoje, é comemorado o ''Yom Kippur" pelos judeus, o Dia da Expiação, ou Dia do Perdão.
Porém no Novo Testamento, Cristo se tornou o cordeiro de Deus que tira  o pecado do mundo. Ele fez expiação pelos pecados de uma forma definitiva. Jesus nos purificou. Através do seu sangue vertido na cruz e do Sacrifício expiatório realizado no Jardim Do Getsemani ele cumpriu toda a justiça da morte física e espiritual. O sangue de Cristo não cobre, mas sim, purifica, Hebreus 10:10. Um inocente deu sua vida, seu sangue em favor de muitos para reconciliação com Deus. Ou seja expiação e a reconciliação do homem com Deus através do sacrifício de Seu Filho na cruz sobre aqueles que creem, sem isso nenhum de nós poderia habitar com Deus e sofreríamos a morte espiritual, sendo miseráveis para eternidade, também sem a expiação não poderíamos receber as bênçãos do Senhor. Efésios, 1:5-6.

## Outras doutrinas
Os Adventistas da Última Voz de Misericórdia acreditam que, o dia da expiação judaico, ou Yom Kippur, é o mesmo dia reservado por Deus para julgar, referido no livro de Atos dos Apóstolos 17:30,31 ou dia do juízo final em que o Santuário do céu será definitivamente purificado, como apontado pela profecia de Daniel 8:14-19 (profecia das duas mil e trezentas tardes e manhãs, que começou a ser cumprida em 1844 e segue até o fim); até lá, acreditam que o dia dez do sétimos mês judaico deve ser observado como preceitua Levítico 23:27-32 e Mateus 5:17-20 considerando o sacrifício de Cristo e não mais a morte dos animais.
O Espiritismo refere o termo ao ajuste dos débitos do passado, consequência dos maus atos praticados, diferente de provação, pedidas para o aperfeiçoamento da fé e elevação do nosso Espírito. Toda a expiação é uma prova, mas nem toda a prova é uma expiação(do passado). A expiação fecha as portas do passado e a provação abre novas portas para o futuro.
No Judaísmo, a expiação tradicionalmente era alcançada através de rituais praticados por um alto sacerdote (Cohen) no dia mais sagrado do ano judeu: o Yom Kippur (Dia da Expiação). Levítico 16.